# NeverWake
«NeverWake» — американський рок-гурт, створений 2010 року у Піттсбурзі. Генеральним менеджером є Грег Хаберек.

## Історія
Жанр пісень "NeverWake"а знаходиться між роком і металом та з'єднує їх. Це проявляється переплетенням мелодійного вокалу і готичних налаштувань гітари, які є важчими та спотвореними, як зазвичай, для досягнення їхнього стилю. В цей час вони хочуть підписатись на лейбл і вирушили в тур. «NeverWake» продовжує розвивати свій стиль, включивши складніші рифи, важкий фон вокального стилю, і темні оркестровки, зберігаючи при цьому свою мелодійну лірику. 

«NeverWake» випустила свій дебютний повноформатний альбом «VITALITY» в серпні 2011 року, вироблений Майком Офса на Innovation Studios! «Vitality» доступний на ITunes та інших основних інтернет-магазинах. Нещодавно вони випустили свій дебютний кліп на YouTube на пісню «Пульс» (Pulse), спродюсований Джеффом Мур з Axtravaganza Films!

## Склад
- Джоні ДіКарло — Вокал — Гітара
- Джеймс Ватсон — Гітара — Вокал
- Маркус Джіаннаморе — ударні
- Георг Скотт — бас-гітара

## Надихнули
У нас є багато музичних впливів, починаючи з Джонні Д і його гурту. Ми в основному залежимо від багатьох таких гуртів, як Godsmack, Avenged Sevenfold, Trivium, Children Of Bodom, Disturbed, August Burns Red, і Bullet For My Valentine. На нас також впливає класична та романтична музика. Ці фактори, разом з багатьма іншими, допомагають нам у досягненні нашого стилю.

## Дискографія

### Студійні альбоми
- 2011 — «Vitality»
- 2013 — «Sleepwalker»